# Harki

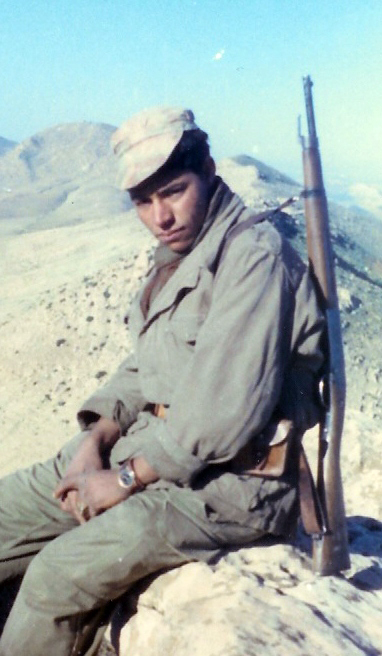
Harki

Harki (od arabskiego ḥaraka 'ruch') – osoba służąca w harce. Rdzenni Algierczycy, którzy służyli w administracji, wojsku i oddziałach antypartyzanckich Francji w Algierii.

## Historia
Od 1957 do 1962 harkis byli żołnierzami arabskimi walczącymi u boku Francuzów w Algierii podczas wojny przeciw FLN (Frontowi Wyzwolenia Narodowego) - Algieria była wówczas departamentem francuskim. W armii francuskiej było ok. 66 tys. żołnierzy pochodzenia arabskiego, ok. 4 500 poległo podczas działań wojennych. Poprzez uogólnienie, czasami terminem Harki określa się wszystkich Algierczyków, którzy opowiedzieli się przeciw niepodległości i za pozostaniem ich kraju we Francji.